# Белзень
Белзень, Белзені (рум. Belzeni) — село у повіті Васлуй в Румунії. Входить до складу комуни Драгомірешть.
Село розташоване на відстані 260 км на північ від Бухареста, 32 км на захід від Васлуя, 63 км на південь від Ясс, 144 км на північний захід від Галаца.

## Населення
За даними перепису населення 2002 року у селі проживали 268 осіб, усі — румуни. Усі жителі села рідною мовою назвали румунську.